# Villa Massa Limoncello
Villa Massa (30% alc/vol) es una marca de limoncello (licor de limón dulce) producido en la península de Sorrento en Italia. Fundado en 1991 por los hermanos Stefano y Sergio Massa, es el fabricante italiano del licor de limón tradicional de Sorrento, también conocido como limoncello. Desde 2006, la compañía forma parte de Zamora Company.

## Historia
El Liquore di Limone di Sorrento Villa Massa tradicional tiene sus orígenes en una receta familiar que viene desde el 1890 cuando la familia Massa solía ofrecer a sus invitados un licor hecho con limones frescos de su propia villa. La receta ha sido conservada fielmente a como la receta familiar antigua, los hermanos Stefano y Sergio Massa decidieron en 1991 crear la compañía que lleva el nombre de la villa familiar.
La localización de Villa Massa, es una de las propiedades agrícolas y residencias de la familia Massa muy arraigada históricamente a la zona, que se sitúa en Piano di Sorrento, en el corazón de la península Sorrentina cerca de la ciudad de Nápoles.
En el año 2000, los limones ovalados de Sorrento (en italiano, limone di Sorrento) usados en la producción del Villa Massa Limoncello ganaron el nombramiento de Limón I.G.P. (Indicación Geográfica Protegida) por la Unión Europea. En 2006, el licor hecho de estos limones también ganó el reconocimiento como una categoría propia: "Liquore di Limone di Sorrento". Sólo los fabricantes que están autorizados a utilizar el sello para este galardón, cuentan con el nombre de "Sorrento" en su botella o utilizar la imagen que representa a la región.

## Producción
Después de ser recogidos a mano, los limones son cuidadosamente transportados para evitar el más mínimo daño y, en un plazo máximo de 24 horas desde la recogida, se pelan para obtener una capa muy fina de cáscara, tratando de reducir la extracción de médula blanca tanto como sea posible , para evitar que el licor tenga un regusto amargo excesivo.
La cáscara se macera a continuación en alcohol, para permitir que los aceites esenciales de la piel se impregnen con  todos los sabores y aromas que son característicos del limoncello. Después de unos pocos días, la infusión está lista para ser filtrada  varias veces, a una temperatura constante, y se mezcla con agua purificada y azúcar.
A continuación, necesita descansar durante un período de tiempo específico, y el control de calidad correspondiente se lleva a cabo antes de que alcance la fase de embotellado.

## Certificaciones
- Kosher (sólo para Israel)
- Limón I.G.P. (Indicación Geográfica Protegida)
- Sin Gluten
- Apto para Veganos
- Alcohol con base de azúcar de remolacha de primera calidad
- Sin alérgenos (ex dir. 2003/89/CE)
- Azúcar italiano puro refinado
- Sin OGM

## Cócteles
Se bebe tradicionalmente bien frío como digestivo o también como aperitivo italiano si se mezcla con otros ingredientes como agua con gas o prosecco y hierbas como albahaca

### Villa Massa Tonica

#### Historia
Villa Massa Tonica es un cóctel creado a partir de la moda de mezclar bebidas espirituosas con tónica. Esta bebida se suele presentar como una mezcla fresca para ser consumida en restaurantes y bares como aperitivo y "afterwork". Villa Massa Tonica está hecho de Villa Massa Limoncello, tónica y albahaca.

## Premios
Como fabricante de este licor, Villa Massa ha ganado diversos premios Italianos e internacionales incluyendo:
| Año  | Premios |
| 2015 | - Bronce - IWSC Villa Massa Limoncello - Villa Massa ha sido premiado con 92 puntos "Excelente y altamente recomendable" en el Ultimate Spirits Challenge 2015 organizado por la página ultimate-beverage.com                       |
| 2011 | - Villa Massa recibe la Medalla de Oro al mejor producto en la 56.ª edición del "China National Sugar and Alcohol Commodities Fair"                                                                                                 |
| 2010 | - Villa Massa es recompensado como finalista en los "Premios a la Excelencia Confindustria - Andrea Pininfarina 2010" en la categoría "Campeón de la Empresa para el desarrollo del territorio"                                     |
| 2009 | - Villa Massa gana el "Premio Nacional a la Innovación", junto con otras 26 empresas líderes de innovación pertenecientes a varios sectores: Industria y Servicios de la Universidad, la Administración Pública, Sector Terciario   |
| 2008 | - Empresa certificada por la Agencia de Aduanas italiana |
| 2007 | - Ganador del EFQM Excellence Award |
| 2006 | - Ganador del premio EFQM ExcellenceAward |
| 2005 | - Villa Massa es uno de los finalistas para el European Quality Award - Plata- InternationalerSpirituosenWettbewerb |
| 2003 | - Villa Massa recibe la codiciada edición italiana del premio "Quality Award" |
| 2002 | - El Bureau Veritas Quality International Italia Srl certifica que el Sistema de Gestión de Calidad de Villa Massa se encuentra en cumplimiento de la nueva norma ISO 9001: 2000 (Vision 2000)                                      |
| 2001 | - Recibe las gracias oficiales de la Academia Culinaria Italiana |
| 2000 | - Gana el premio "Sorrento nel Mondo" |
| 1999 | - El Bureau Veritas Quality Internacional Italia y otros 5 organismos internacionales reconocen el sistema de producción de Villa Massa como conforme a los requisitos de la regulación internacional de calidad ISO 9002           |
| 1998 | - Elegido para el menú para ser servido al presidente español Aznar en la cena celebrada en el Circolo Savoia en Nápoles 1998 Se coloca en el menú que se sirve a la Familia Real española                                          |
| 1997 | - Recibe reconocimiento y agradecimiento de la Embajada de Italia a los Estados Unidos de América - Con motivo de los Premios de la XXII para el Trabajo y el Progreso Económico, Villa Massa recibe el Diploma con medalla de oro. |
| 1995 | - Villa Massa pasa a formar parte del servicio de cabina de la flota de Alitalia |
| 1994 | - Villa Massa Licor de Limón es elegido para ser servido en las comidas y cenas durante la cumbre del G7 en Nápoles como testigo del sabor y la calidad de los productos característicos de la tradición mediterránea               |
| 1991 | - La revista Gourmet Retailer Magazine confiere a la empresa el Certificado de Excelencia |